# Ganância (telenovela)
Ganância é uma telenovela portuguesa exibida pela SIC em 2001 e foi escrita por Marilúcia Abreu e, posteriormente, Francisco Nicholson.

## Sinopse
Filho de uma família tradicional, Fernando Miguel de Bello Menezes foi enviado para o estrangeiro para estudar e, ao mesmo tempo, fugir à guerra. Aí conheceu Maria Amélia, uma portuguesa do norte do país, mulher tão bonita quanto simples, filha de agricultores. Precisamente no dia em que celebram, nas ruas de Itália, a Revolução do 25 de Abril, os dois vêem a famosa estátua da loba a dar de mamar a dois meninos. Para além das eternas juras de amor, os amantes, impressionados com a história da origem de Roma, prometem chamar Rómulo e Remo aos filhos, se algum dia tiverem gémeos. De volta a Portugal, com a companheira grávida, Fernando é impedido pela família de ficar noivo de Amélia. O herdeiro dos Bello Menezes não resiste às pressões e abandona a paixão da sua vida. Amélia vê-se obrigada a fugir de casa e, no meio de uma forte discussão com Fernando Miguel, entra em trabalho de parto... e nasce o primeiro filho. O pai da criança pega no bebé e vai à procura de auxílio. Instantes depois, recomeçam as dores... Maria Amélia é recolhida por Anacleto, empregado da Quinta Bello Menezes, que a ajuda a dar à luz um segundo filho. Quando regressa, Fernando Miguel já não encontra Amélia. Esta pede a Anacleto que guarde segredo do que viu e foge para o Brasil, deixando para trás uma fotografia tirada em Itália. Vinte e cinco anos mais tarde, o destino dos dois irmãos, Rómulo e Rodrigo, vai cruzar-se. No meio, existe uma bela mulher, Isabel Melo Gomes, por quem ambos se apaixonam.

## Elenco
- Leonardo Vieira - Rómulo Sá Marques
- Catarina Furtado - Isabel Melo Gomes
- Amílcar Azenha - Rodrigo Bello Menezes
- Carlos Vieira - Francisco
- Rosa do Canto -  Lurdes Sousa
- Marco Delgado - Hugo
- São José Lapa - Maria do Carmo
- Luís Lucas - Fernando Miguel
- Natália Luiza - Luísa Castro Bravo
- Maria João Luís - Margarida
- Rui Mendes - Tomás Segurado
- Filipe Ferrer - António José
- Maria João Bastos - Joana
- Rodrigo Menezes - Daniel
- Rosa Castro André - Eugénia
- Susana Félix  - Marta
- Mafalda Vilhena - Maria Teresa
- Artur Agostinho  - Jorge
- Patrícia Tavares  - Vera
- Oscar Magrini  - Filipe
- Mário Gil - Amadeu
- Ana Rita Machado - Pipa
- José Pinto - Anacleto
- Vítor Norte  - Alberto Sequeira
- Valéria Carvalho - Renata Salles
- Sandra Roque - Mirita Dantas
- Rogério Samora - Luís Manuel
- Mina Andala - Maída
- Pepê Rapazote - Tiago

## Elenco Anos 70
- Gonçalo Waddington - Fernando Miguel
- Paula Neves - Maria Amélia

## Elenco adicional
- Adelaide Ferreira
- Carlos Lacerda - Leiloeiro
- Carlos Oliveira
- Carlos Sampaio - Alemão
- Cristina Cavalinhos
- Elsa Galvão
- Fernando Tavares Marques
- Florbela Queiroz
- Francisco Nicholson - cardeal
- Joana Figueira - Judite
- Licínio França
- Miguel Costa (ator)
- Nuria Madruga
- Patrícia Roque - Susana
- Ricardo Castro - Rui
- Rita Lopes - Mariana
- Sofia Grillo - Alexandra
- Sofia Nicholson - médica
- Virgílio Castelo - Conde

## Banda sonora
- Susana Félix
- Jorge Palma cantou a música "Diz-me tudo", tema de abertura da novela.

## Audiência
A estreia da novela portuguesa Ganância na SIC, no dia 19 de Março (Segunda-feira), registou uma audiência total de 3.467.800 espectadores. Em termos médios a audiência foi de 11,9% e o share 26,4%. O último episódio teve 9,8% de audiência média e 33,1% de share.